# Світове дерево
Світове́ де́рево, Ві́чне Де́рево Життя́ — поширений мотив міфологій та релігій, символічна модель космосу. Світове дерево слугує уособленням єдності світобудови, де його корінню відповідає потойбіччя, підніжжю стовбура — світ людей, а кроні — світ богів.

## Світове дерево в світовій культурі

### Міфологія
Образ Світового дерева наявний в міфологічних уявленнях багатьох народів, зокрема індоєвропейських (у тому числі українців), сибірських та корінних жителів Північної Америки. Його основний символізм полягає у відображенні впорядкованого світу (космосу), протилежного хаосу. Дерево слугує віссю світу, на якій тримаються всі його складові. Кожна частина дерева по вертикалі має власні символи, переважно тварини. Так, крону часто втілюють птахи, стовбур — коні, олені або людина, коріння — змії. По горизонталі Світове дерево формує сторони світу — південь, північ, схід і захід, а саме слугує священним центром. Сторони світу також можуть мати свої символи, представлені тваринами, або керовані певними божествами. Крона Світового дерева, як відповідник неба, часто має астрономічний і календарний символізм. Наприклад, у неї 12 гілок за кількістю місяців, на кожній гілці — 4 гнізда за тижнями й т. д. Оскільки дерево поєднує складові космосу, в міфах герої часто користуються деревом для подорожей до царства мертвих чи богів. Біля підніжжя дерева вони перемагають ворогів (що будучи біля основи світу, відповідно загрожують всьому космосу), приносять жертву, здійснюють доленосні рішення. Дерево має і часовий символізм: корінню відповідає минуле, стовбуру — сьогодення, кроні — майбутнє. Як притаманно міфологічній свідомості, будова всесвіту повторює будову людини, тому Світове дерево також може відображати ноги, тулуб і голову.
Походження Світового дерева зазвичай не висвітлюється в міфах окремо. Передбачається, що воно виникає разом зі світом, або існує до нього, потім опиняючись у центрі. Воно може початково стояти посеред моря, що символізує мінливий первісний хаос.
Загалом, різні дерева дуже часто згадуються в міфах найрізноманітніших народів, але більшість відображають тільки якийсь із аспектів Світового дерева. Тому не кожне згадуване в міфі дерево належить вважати деревом Світовим.
Як архітектурний мотив, Світове дерево відоме в індіанців мая. Його зображення чітко відтворюють чотири сторони світу та центральну вісь, якою пронизуються підземний світ, світ людей і світ богів. Індіанці ототожнювали Світове дерево з деревом сейба, як слідує зі збірки Чилам-Балам. Стовбуром Світового дерева крім того уявлявся Чумацький Шлях. Подібні священні дерева існували в культурах також і ацтеків, ісапа, міштеків, ольмеків та менших народів.
У давньому Ірані вірили, що священне дерево Гаокерена підтримує існування всесвіту. Бас тохмак — ще одне світове дерево; вона зберігає всі насіння і знищує лихо. Подібне вірування відоме в народів Індії з деревом сома. Це дерево виробляє сік (сому), що дарує безсмертя, і народжує насіння всіх речей. Боги п'ють сому під його гіллям, зберігаючи вічне життя.
Хоча цього і не вказується безпосередньо, в давньогрецькій міфології Світовим деревом вбачається яблуня, на якій росли золоті яблука Гесперид. Як типово для Світового дерева, ця яблуня стоїть на далекому острові в морі, а біля його стовбура перебуває дракон. У деяких давньоєгипетських текстах Світова вісь також описується як гігантське дерево, що живить Нижній Єгипет чотирма дощами, і проростає в підземний світ Аменті, де повертає до життя померлих.
У скандинавських міфах бачимо вічнозелене древо життя Іггдрасілль, просякнуте живлющим священним медом. Часто припускають що це ясен, інша версія стверджує, що у минулому Іґґдрасиль вважався тисом, що збігається із його описом в Едді як «вічнозеленого». Світи Асгард, Альфхейм та Ванагейм спочивають на гілках Іггдрасиля. Його стовбур — це вісь світу, що проходить через центр світу людей Мідгарду, навколо якого розташований Йотунгейм, під яким лежить Нідавеллір або Свартальгейм. Три корені простягаються вниз до Гельгейму, Ніфльгейму та Муспельгейму, та лишень у першому світі розташоване джерело із якого поливають Іґґдрасиль.
У слов'янській міфології першодеревом вважали дуб, березу, явір, клен, калину, сосну, горобину. Українці — також вербу.

### Релігія

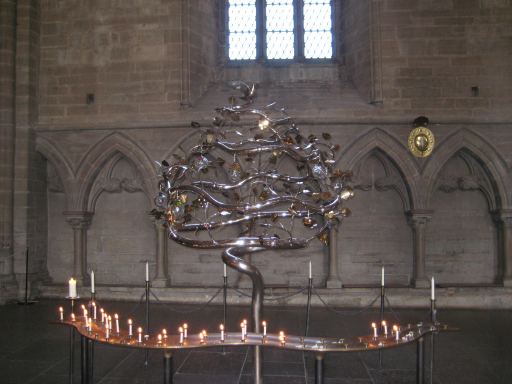
Світове дерево у кафедральному соборі. Лінчепінг, Швеція.

Різноманітні дерева часто були предметами поклоніння. Переважно це дерева старі та/або ті, що ростуть поодиноко, привертаючи до себе увагу. Їх могли заміняти інші символи з тим же змістом, наприклад, стовпи чи вежі. Хрест також вважається відповідником Світового дерева. Зокрема, хрест у такому значенні відомий у кельтів і вікінгів. Деякими сучасними дослідниками вважається, що різдвяна (новорічна) ялинка також насправді первісно є Світовим деревом.
У великій степовій імперії монголів Чингісхана, релігія якої отримала назву тенгіранство, було поширене шанування Світового дерева.
Дерево життя — в біблійній книзі Буття — особливе дерево, посаджене Богом посеред Едемського саду. Його плодам приписується здатність дарувати вічне життя. Хрест, на якому було розіп'ято Ісуса Христа, також може трактуватися як дерево, що відкрило людям дорогу до вічного життя в Раю. Примітно, що смерть Ісуса, котрою було викуплено все людство — це ключова подія в християнстві, що поєднує минуле гріхопадіння з майбутнім спасінням.

### Фольклор
Оскільки будь-яке дерево може відповідати Світовому дереву, з цими рослинами пов'язано багато обрядів і повір'їв. У народних віруваннях герої чи тварини подорожують по дереву для досягнення іншого світу, на дерево закидають чи приносять до стовбура речі, котрих слід позбутись (таким чином вони «закидаються» в інший світ). Дерево часто слугує метафорою життєвого шляху та життя взагалі. Тому поширені вірування забороняли рубати дерево, поки воно не засохне саме. Біля дерев здійснювались угоди, приносились клятви.
У слов'янських легендах та повір'ях Світове дерево іноді поміщається на острів Буян. У народному християнстві Світове дерево виростає з черепа Адама, таким чином смерть першолюдини завершує створення світу. Мотив Світового дерева особливо поширений у народному мистецтві литовців.

## Світове дерево в українській культурі

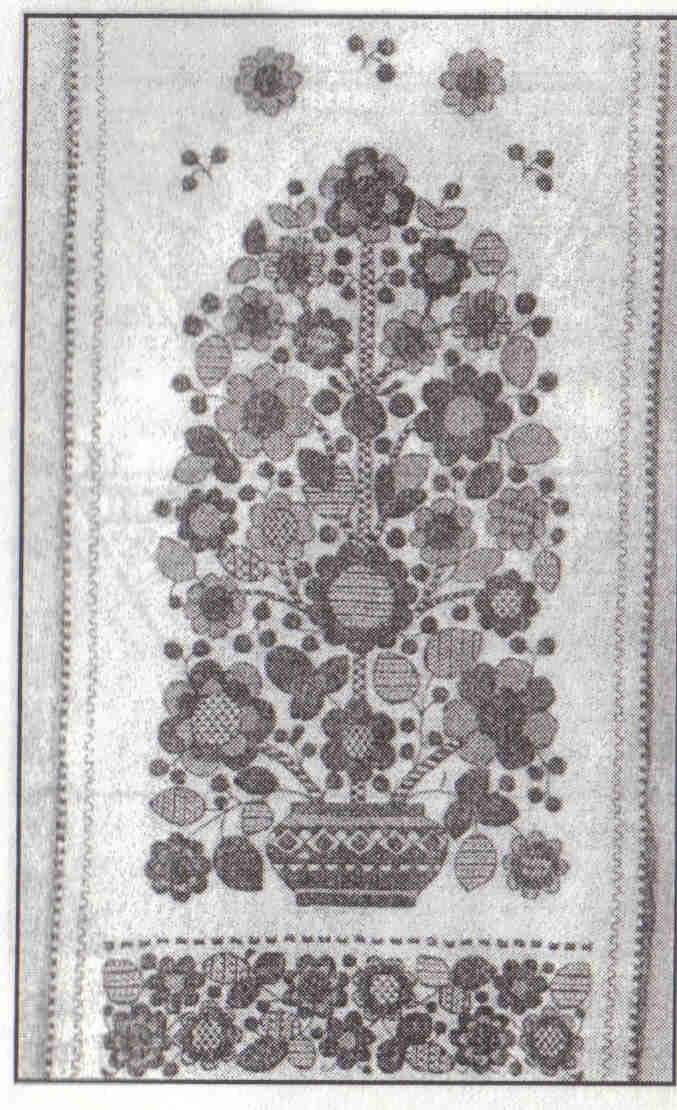
Зображення Дерева життя на рушнику. Середня Наддніпрянщина

Вазон у інтер'єрі залізничного вокзалу м. Сімферополь.

Світове дерево в українській культурі відоме як Дерево чи Древо Життя, що росте посеред Вирію (дохристиянського аналога Раю), уособлює єдність трьох світів — небесного, земного і підземного (потойбічного). В образі дерева поєднались уявлення про час, простір, життя і смерть. Наприклад, загадка про життя і смерть у загадці:
|  | Стоїть дерево, на дереві — квіти, під квітами — котел, над квітами — орел, — квіти зриває, в котел скидає, квітів не меншає, в котлі не більшає. |

Найдавніші українські колядки донесли до нас стародавні уявлення про те, як із хаотичного первісного океану з'явився світ. У них мовиться про часи, коли не було ще ні неба, ні землі, тільки море хаосу та Світове дерево, з якого починається впорядкування всесвіту:
|  | «Що ж нам було з світа початка? Не було нічого, їдна водонька, На той водоньці їдне деревенько. На тім деревеньку шовкове гніздо, А в тім гніздечку три голубоньки, — Не три голубоньки — три ангелоньки. Юж ся впустила в глубокоє море — В глубокоє море, на самоє дно, Винесли там три пожитоньки: Перший пожиток — возимо жито, Возимо жито людям на хлібець, Другий пожиток — яру пшеничку, Яру пшеничку на проскіроньки До служби божей до церквоньки; Третій пожиток — зелену траву, Зелену траву для худобоньки» |

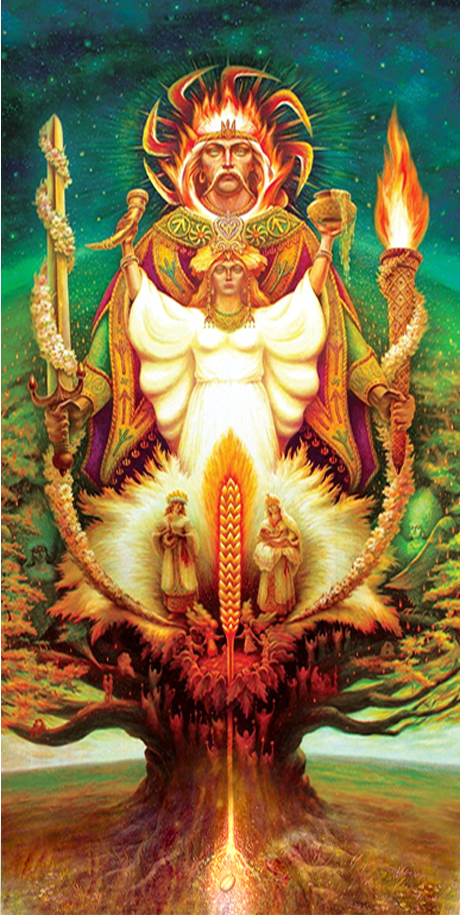
Зображення Світового Дерева у просторі духовного центру РО «Релігія Трипілля» (стінопис, художник Віктор Крижанівський, 2000 р.)

Одночасно із творенням в уяві первісних людей образу світового дерева виникла й розгалужена система протиставлень в образі його коріння й крони: день — ніч, літо — зима, життя — смерть, верх — низ, вогонь — вода, чоловік — жінка: парне — непарне. На вершечку дерева днює сонце, саме його «рух» зумовлює «поділ» простору довкола нього на четверо у горизонтальній площині, виражаючи уявлення про час (ранок, день, вечір, ніч; весна, літо, осінь, зима) і простір (схід, південь, захід, північ).
Древо життя може відповідати й дереву роду. Найпоширеніша схема зображення світового дерева — стовбур із трьома гілочками. Такі родовідні дерева вишивали червоними нитками по білому полотну рушника, що символізує долю, й вивішували як оберіги над образами, вікнами, портретами родичів. Птахи, які є посередниками між світом живих і світом предків, а також охоронцями роду, в колядках і казках виступають помічниками й порадниками в підборі пари. При цьому вони, звичайно сидять на дереві. Інколи в ролі такої помічниці юнакові виступає змія, яка перебуває поблизу коріння дерева. Весільна символіка рясніє словесними й мальованими, вишитими зображеннями древа життя. Це й весільне гільце, й насичені шлюбною символікою настінні розписи та витинанки, й пісні, в яких мовиться про райське древо, яке породило дві ягідочки — молоду й молодого.
Опредметненими виявами (атрибутами) світового дерева є віха — висока палиця з колесом на вершечку (колесо — символ сонця), купальське й майське дерева тощо. Ці атрибути світового древа присутні майже в кожному з найбільших свят календарного циклу, а також на весіллі (згадуване вже гільце). Як утілення дівочої долі, символ дерева з'являється в одному з ворожінь на святої Катерини (7 грудня). Дівчина вирізає в саду гілочку вишні, вносить до хати й ставить у глечик із водою. Як розквітне до Щедрого вечора (святої Маланії, 13 січня) — то добрий знак, буде цього року весілля. А як не зацвіте — ще рік доведеться сидіти в дівках. Тут вишнева гілочка символізує дівочу долю, саму дівчину — чи цвісти їй на весіллі цього року, чи ні.
На весіллі молоду символізує гільце (вільце) — молоде деревце, або гілка, найчастіше з сосни чи вишні. На дівич-вечорі в суботу дівчата гуртом прикрашають його квітами, калиною та барвистими стрічечками, співаючи при цьому пісень «до гільця». Це ніби символ дівування нареченої. Коли беруться ділити коровай, гільце розбирають собі по гілочці дружки молодої. Вважається, що гілочки з весільного гільця, прикрашені квітками, допомагають потім дружкам щасливо вийти заміж.
Подекуди на Поліссі донині зберігся звичай «водити куста» на Зелені свята (Трійця). Одну з дівчат гурт вбирає «кустом». Для цього плетуть два пишні вінки з гілок клена й липи, більший — на шию, менший — на голову. За крайку дівчині затикають гілки так, що утворюється ніби спідниця із зелені. З дівчиною-Кустом ходять по хатах, вітають господарів із Зеленими святами, бажають щастя й багатства. Бачимо тут відлуння віри в те, що померлі душі переселяються в дерева, а на Зелені свята приходять у гості до нащадків.
Купальське дерево, яке зветься Купайлиця або ж Марена, символізує родючість, дівування, єднання молодих у шлюбі. Воно також нагадує про перше дерево, з яким творився світ. Це деревце (велику гілку, найчастіше з верби чи вишні) встановлюють хлопці увечері на галявині на Івана Купала (6 липня). Наприкінці обряду Купайлицю топлять або розламують на маленькі гілочки, й кожна дівчина бере собі по гілочці.
В українців образ світового древа зафіксований в орнаментальних зображеннях на вишитих і тканих рушниках, килимах, витинанках, писанках, скринях, меблях, пряничних дошках, посуді та в оздобленні одягу.

## Знаки-відповідники Світового древа

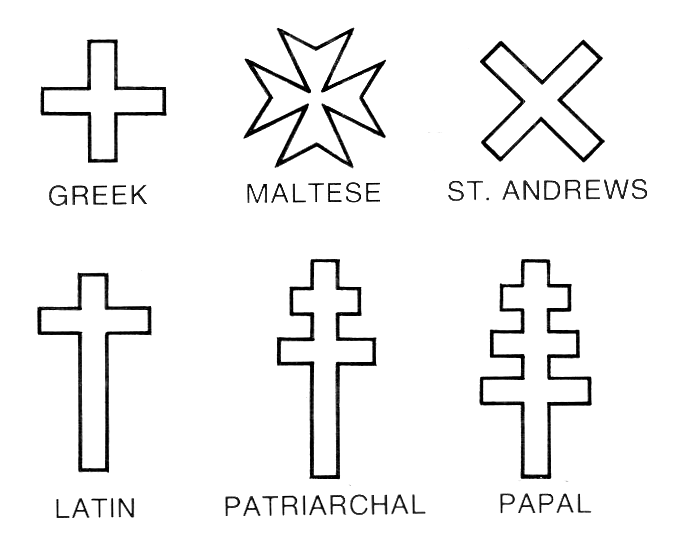

Як і в більшості символів, у світового дерева (дерева життя) є знаки-відповідники, які певною мірою замінюють його в деяких текстах або підкреслюють і розвивають якесь одне зі значень чи окрему властивість. Дерево може замінюватися образом гори (Меру, Куньлунь, Тайшан), Світового стовпа, першолюдини (наприклад, Пань-гу в китайців, з тіла якого утворюється всесвіт), колони, хреста, драбини.
Такими ж символами в казках та обрядових піснях, повір'ях різних народів постають камінь, скеля, храм, брус; антропоморфні символи — Богородиця, святий угодник.